# بالده‌پولو
والدپولو (به اسپانیایی: Valdepolo) یکی از دهستان‌های اسپانیا است که در استان لئون، اسپانیا واقع شده‌است.

## خصوصیات
والدپولو ۱۴۲ کیلومترمربع مساحت و ۱٬۴۸۱ نفر جمعیت دارد.